# Flavia, corazón de tiza
Flavia, corazón de tiza fue una serie infantil que salió al aire en el año 1992, protagonizada por Flavia Palmiero, coprotagonizada por Roberto Ibáñez y Héctor Calori y con las actuaciones infantiles de Belén Blanco, Guillermo Santa Cruz, Martín Drogo y Noelia Aleña. Se emitió por la pantalla de Canal 9, en el horario de las 19.

## Trama
Flavia (Flavia Palmiero) es una profesora que trabaja en Jujuy, una pequeña población de Tilcara, cuando un día presencia un accidente de coche.
A bordo del mismo iban tres niños pequeños acompañados de su padre, Miguel (Roberto Ibáñez). Este le propone a Flavia irse con ellos a la capital para vivir en la mansión y cuidar de sus hijos. En un principio la joven se niega, pero una serie de circunstancias acaban haciendo que tenga que aceptar y comenzará así la aventura de la protagonista.
Al llegar se encuentra con el rechazo de la hija mayor de Miguel, Marianita (Belén Blanco), la cual la acusa de querer usurpar el lugar de su madre, una misteriosa mujer que lleva bastante tiempo sin dar señales de vida y que es una cantante de ópera.
Flavia sufre los continuos desplantes y humillaciones de Marianita, hasta el momento en que regresa su madre, la cual todavía es más malvada que su hija.
Mariana no duda en hacer la vida de Flavia un infierno, sobre todo porque esta tiene el cariño de sus tres hijos pequeños y también el de su marido, ya que Miguel se siente atraído por Flavia y ella por él, a pesar de que decide ennoviarse con el hermano de Miguel, Eduardo (Héctor Calori), solo para callar los rumores.
Mariana finge ser amiga de Flavia por momentos solo para torturarla a escondidas cuando Miguel no está presente. La música se convierte en el refugio de la joven para evadirse de la tensa situación que vive día a día en la casa.
Al final, pese a estar enamorada de él, Flavia renuncia a Miguel, tras abandonar a Eduardo antes de fijar la fecha de la boda al darse cuenta de que sería un error, vuelve a Jujuy y este se queda solo en la mansión a la espera de que sus tres hijos aprendan a vivir sin la institutriz y libres de la sombra de Mariana, la cual acaba sus días en un manicomio tras perder la razón.

## Reparto
- Flavia Palmiero como Flavia
- Roberto Ibáñez como Miguel
- Héctor Calori como Eduardo
- Maurice Jouvet
- Nelly Prono como Chela
- Virginia Faiad
- Marcelo Grau
- Lorena Bredeston
- Gustavo Rey
- René Bertrand como Pilo
- Dora Ferreiro
- Enrique Fava como Raúl
- Cristina Tejedor como Esther

### Elenco infantil
- Belén Blanco como Marianita
- Guillermo Santa Cruz como Gonzalo
- Martín Drogo como Matías
- Noelia Aleña como Gaby

## Música
Debido al éxito de la ficción salió a la venta un disco musical con las canciones interpretadas dentro del ciclo, por Flavia Palmiero y el elenco infantil.

### Lista de canciones del CD
- Corazón de tiza
- Contame
- Enamorada
- Cuando el amor venga por mí
- Cada día un poco más
- Paseando por nuestra ciudad
- Juntos en la vida
- Tus ganas y mis ganas
- Por las calles de Tilcara
- Gol, gol, gol
- Mi abuelo es genial
- Yo les prometo
- Lo mejor siempre es cantar

### No incluidas en el CD
- A trabajar
- Estoy de vuelta
- Gracias Flavia/Vamos a Humahuaca
- Los videojuegos
- Mi abuelo es genial (1.ª versión)
- Somos el futuro
- Superhéroe (primera versión)
- Voy descubriendo el amor
- Tus ganas y mis ganas (versión con la letra original)
- El abanderado

### Incluidas en el CDFlavia, mamá X 2
- El circo de Flavia
- Casi sin darme cuenta